# Uggeshall
Uggeshall är en by och en civil parish i distriktet East Suffolk i grevskapet Suffolk i England. Orten har 173 invånare (2001).